# Littlemore
Littlemore est un district et une paroisse civile d'Oxford, en Angleterre. La paroisse civile recouvre également des parties de Rose Hill. Il se situe à environ 2,5 miles (4 km) au sud du centre-ville d'Oxford, entre Rose Hill, Blackbird Leys, Cowley, et Sandford-on-Thames.
Littlemore est probablement connu avant tout pour le travail du cardinal John Henry Newman, dont la relation avec le village commence en 1828, quand il est nommé vicaire de St Mary the Virgin. Il commence rapidement à organiser des classes pour les résidents de Littlemore. Il organise avec succès une pétition pour la construction d'une nouvelle église. De 1842 à 1846, Newman vit à Littlemore, dans une maison de College Lane, en suivant une règle stricte de discipline monastique. Là, il prend les ordres dans l'Église catholique (une sensation à l'époque), étant accepté comme catholique par le Père Dominique Barberi, un éminent passioniste actif en Angleterre à l'époque. L'Oratoire de Birmingham a acheté la propriété en 1951, et les membres d'un ordre international religieux sont maintenant les résidents et gardiens du « Collège ».